# Torenspits

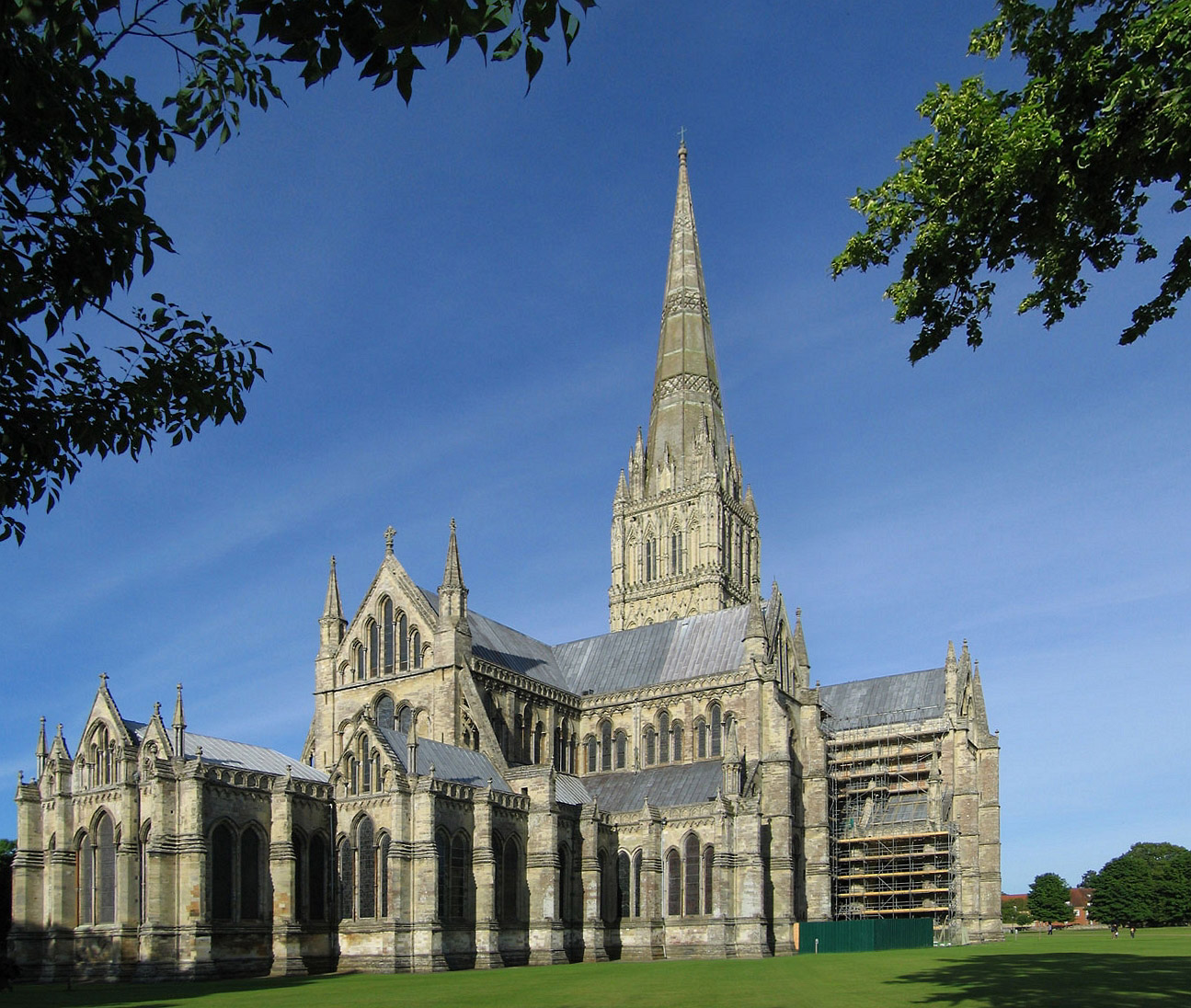
De Kathedraal van Salisbury.

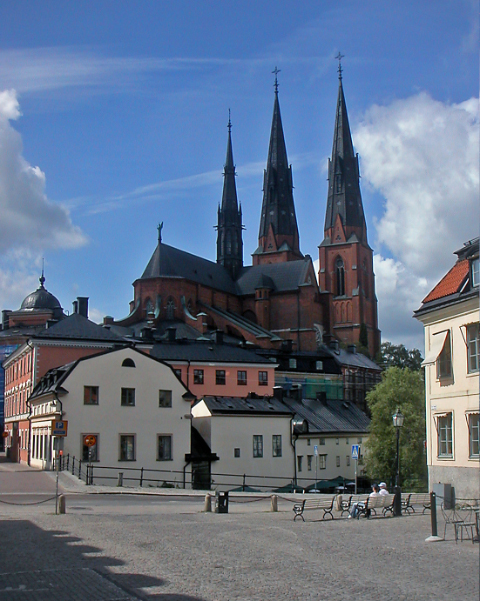
De spitsen van de Kathedraal van Uppsala in Zweden.

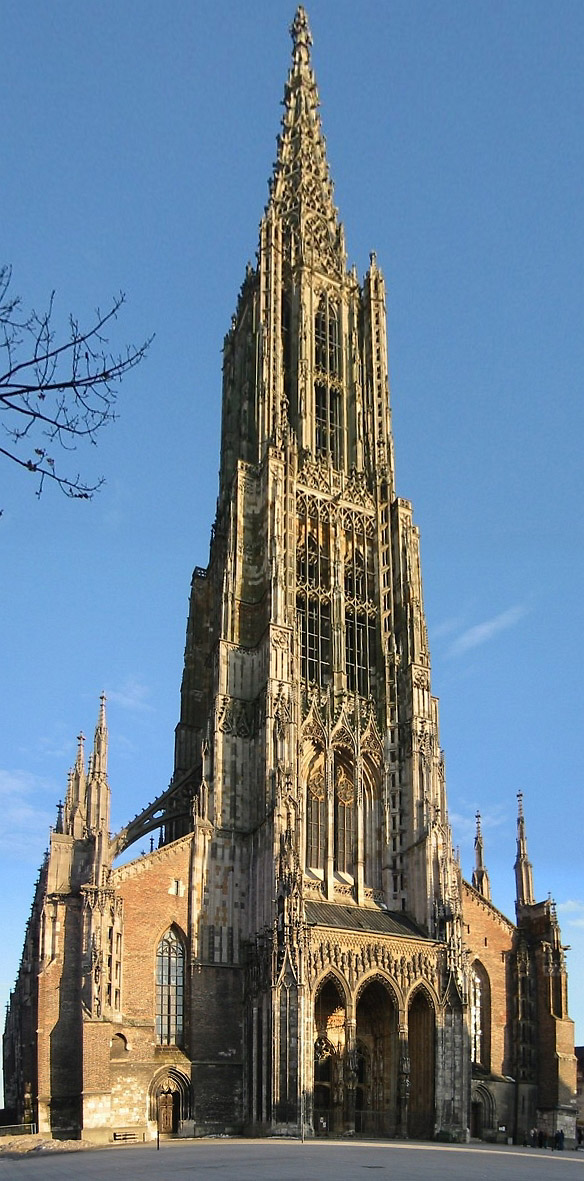
De gotische toren van de Kathedraal van Ulm.

Een spits of torenspits is een conische of piramidale structuur boven op een gebouw dat vaak het hoogste gedeelte van een bouwwerk vormt, uitgevoerd in steen of in hout bekleed met leien of lood. Vaak wordt een dergelijke puntige of taps toelopende structuur toegepast als bekroning op torens en andere gebouwen, maar kunnen ook als losstaand object toegepast worden. Etymologisch komt het woord spits van het Nieuwhoogduitse spitza en het Oudhoogduitse spizza, "punt" betekenend. Het Engelse woord spire is afgeleid van het Angelsaksische "speer".
Symbolisch gezien hebben spitsen twee functies. De eerste is het verkondigen van macht. Een spits, met de herinnering aan de speerpunt, geeft de indruk van kracht. De tweede is het omhoog reiken in de richting van de hemel. Het hemelse en hoopvolle gebaar van de spits is een reden voor zijn toepassing in religieuze gebouwen. Een spits op een kerk of kathedraal is niet alleen een symbool van vroomheid, maar wordt vaak gezien als een symbool van de rijkdom en het prestige van de orde, of opdrachtgever die opdracht gaf voor de bouw.
Spitsen worden als architectonisch ornament veelvuldig aangetroffen op christelijke kerken bovenop of in plaats van de kerktoren. Hoewel elk kerkgenootschap kan kiezen om een spits toe te passen in plaats van een toren, is het ontbreken van een kruis op het bouwwerk een vaker voorkomend verschijnsel op rooms-katholieke en andere pre-reformatorische kerkgebouwen.
Anno 2010 is de grootste spits onderdeel van de architectuur van een ander gebouw, namelijk de Q1 woontoren aan de Gold Coast in Australië.
Spitsen zijn ook bekend als solo-structuur, in de manier waarop obelisken gebruikt worden. In de modernistische bewegingen van de 20e eeuw begon men met het bouwen van kantoorgebouwen in de vorm van een vrijstaande torenspits. Sommige bekende gebouwen, zoals de Space Needle in de stad Seattle, die de spits gebruikt als een getuigenis van de burgerlijke macht en hoop, in het geval van dit voorbeeld is het ook een verwijzing naar de deelname van Seattle in de lucht- en ruimtevaartindustrie.

## Gotische en neo-gotische torenspitsen
Een spits markeerde de aanwezigheid van de gotische kerk vanaf een afstand en maakte hiermee reclame voor de verbinding naar de hemel. De lange slanke piramidevormige twaalfde-eeuwse torenspits op de zuidelijke toren van de Kathedraal van Chartres is een van de vroegste torenspitsen. Opengewerkte torens waren een verbazingwekkende architecturale innovatie, te beginnen met de vroeg-veertiende-eeuwse toren van de kathedraal van Freiburg, waarin de doorboorde stenen bij elkaar werden gehouden door ijzeren muurankers. De opengewerkte torenspits, is volgens Robert Bork, een "radicale maar logische uitbreiding van de gotische tendens tot een skeletstructuur." Het organische skelet van de torenspitsen van Antoni Gaudí van de Sagrada Família in Barcelona zijn een uitvloeisel van deze gotische tendens. Ontworpen en begonnen door Gaudi in 1884, werden ze pas voltooid in de 20e eeuw.
In Engeland doet "spits" onmiddellijk denken aan de Kathedraal van Salisbury. De 123 meter hoge toren met spits, gebouwd tussen 1320 en 1380, is een van de hoogste van die periode, en op zijn manier is hij zo opmerkelijk als het Colosseum in Rome of het Parthenon in Athene. Een soortgelijke, maar iets kleinere torenspits werd gebouwd in bijvoorbeeld Leighton Buzzard in het Britse Bedfordshire, dat aangeeft dat de populariteit van de spits wijdverbreid was over Europa tijdens deze periode. In het Verenigd Koninkrijk worden torenspitsen in het algemeen alleen toegepast bij kerkelijke gebouwen, met als uitzondering op deze regel de torenspits op Burghley House, gebouwd voor de Lord Chancellor van Elizabeth I van Engeland in 1585.
In de vroege Renaissance was de toepassing van de spits in de mode in heel Europa. Na de vernietiging van de 135 m hoge toren van de Sint-Lambertuskathedraal (Luik) is de 123 meter hoge toren met spits van de kathedraal van Antwerpen het hoogste kerkelijke bouwwerk in de Lage Landen. Tussen 1221 en 1457 werden de rijk versierde open torenspitsen gebouwd voor de Kathedraal van Burgos in Spanje.
Opmerkelijk is dat men in Italië de torenspits nooit echt omarmd heeft als een architectonisch element, maar men de voorkeur gaf aan de klassieke stijlen. De gotische stijl was een kenmerk van het Germaanse Noord-Europa en was nooit de Italiaanse smaak, en de weinige gotische gebouwen in Italië lijken altijd niet passend.
De mix van de klassieke stijlen met een spits kwam veel later. In 1822 bouwde John Nash in Londen All Souls Church, een circulaire klassieke tempel met Ionische zuilen met daarboven een spits ondersteund door Korinthische zuilen. Of dit is een gelukkig huwelijk is van stijlen of een ruwe vermenging, is een kwestie van individuele smaak.
In de 19e eeuw kende de neogotiek geen grenzen. Met de technologische vooruitgang, de productie van staal en de vooruitgang in bouwtechnieken, genoot de torenspits een ongekende opwelling door middel van architectuur. Zo zijn de spitsen van de Dom van Keulen, eeuwen eerder ontworpen, maar werden uiteindelijk voltooid in dit tijdperk.
Spitsen zijn nooit echt uit de mode geraakt. In de twintigste eeuw bood gewapend beton nieuwe mogelijkheden voor opengewerkte torenspitsen.

## Variaties torenspitsen
Er zijn verschillende variaties van torenspitsen en onderling zijn er verschillende combinaties mogelijk. Typen zijn onder andere:
- Achtkantige spits tussen vier topgevels
- Afgeknotte torenspits
- Gedraaide torenspits
- Gemetselde spits
- Ingesnoerde torenspits
- Klokvormige torenspits
- Kruisdaktoren
- Naaldspits
- Paraboolvormige spits
- Rombisch dak of ruitdak
- Torenspits met flankerende torentjes
- Torenspits met ui-vorm

## Afbeeldingen

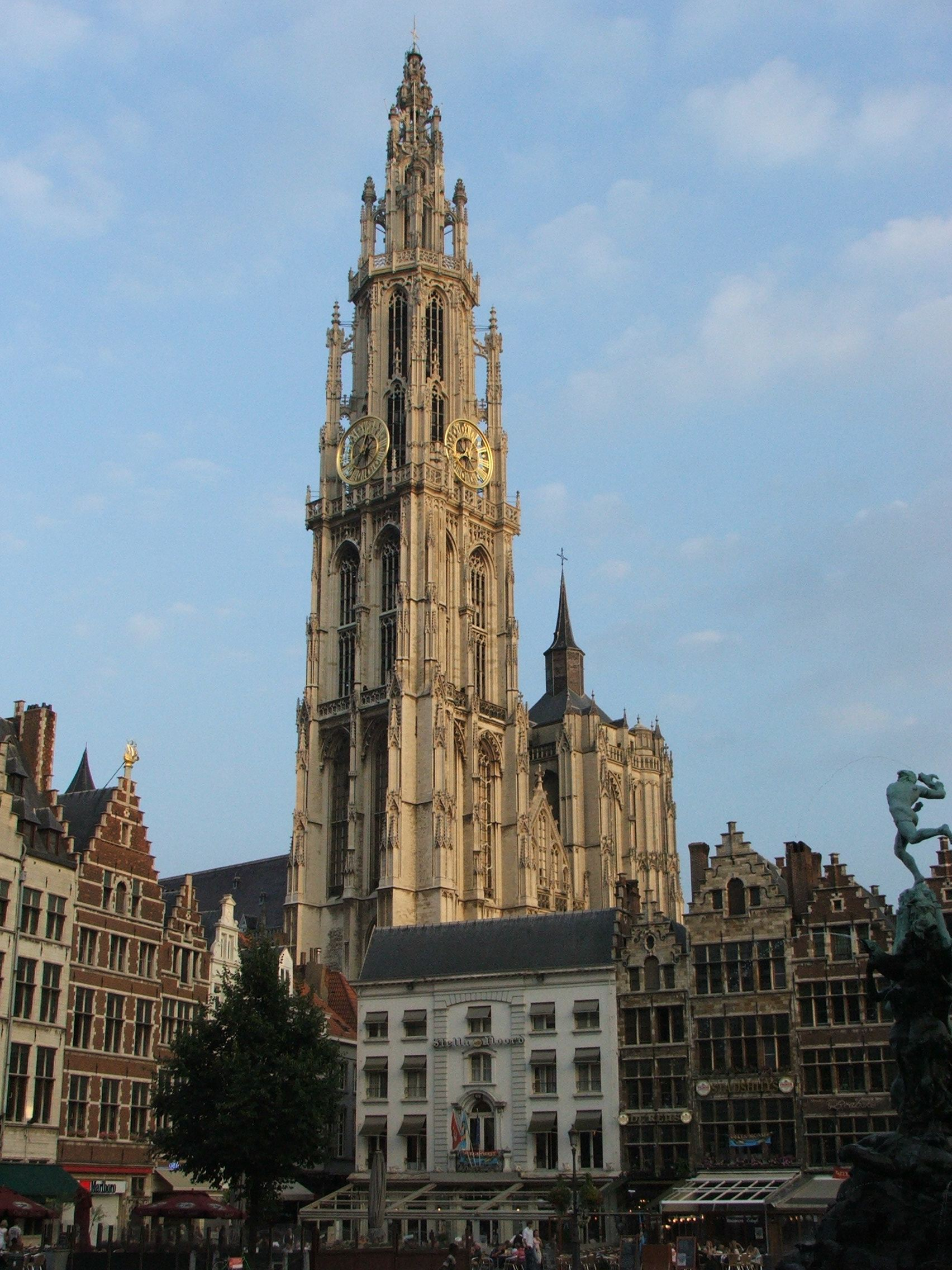
De spits van de Onze-Lieve-Vrouwekathedraal in Antwerpen.
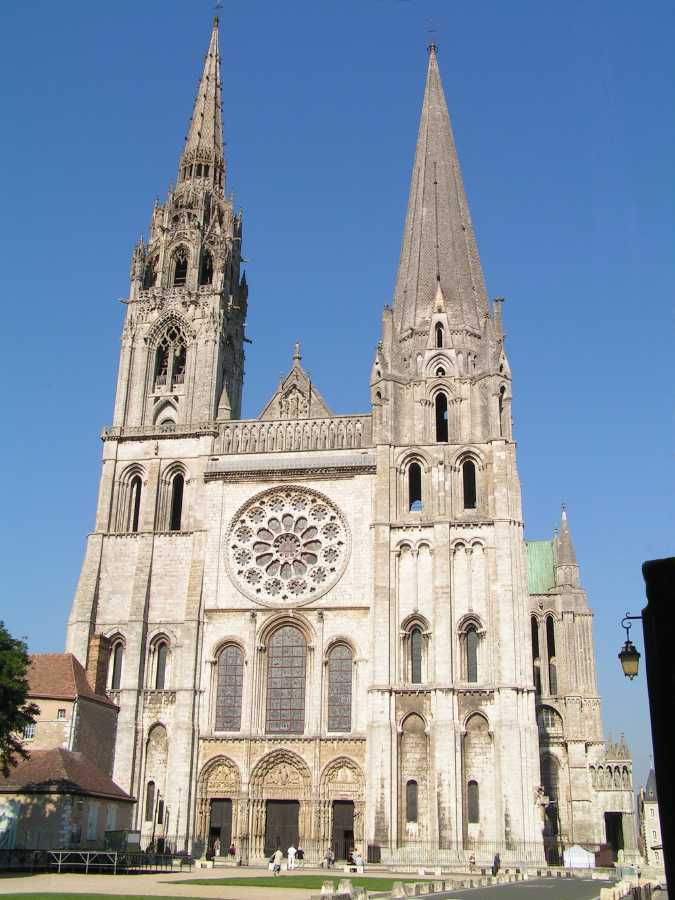
De twee spitsen van de Kathedraal van Chartres in Frankrijk.
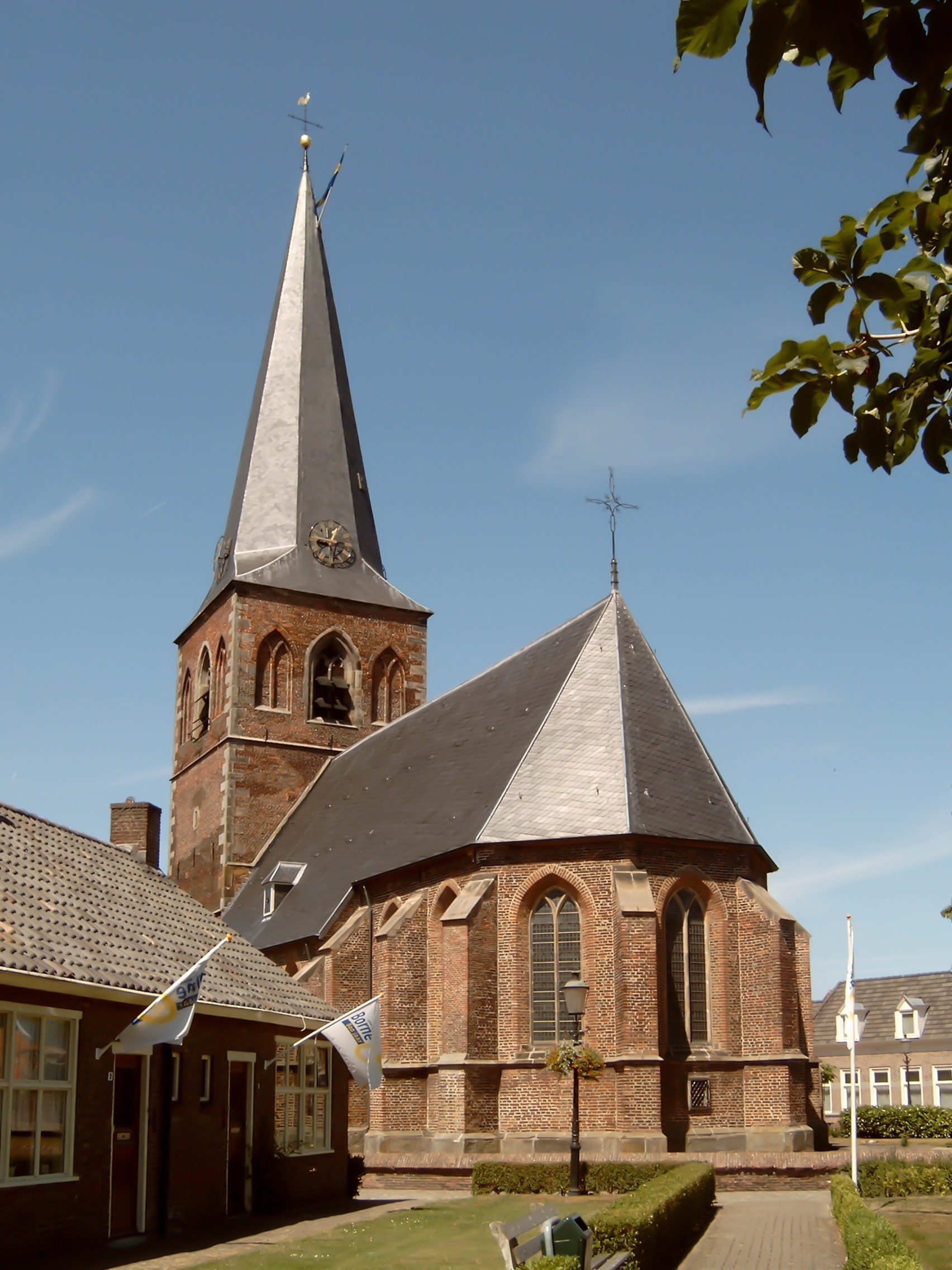
Een in Nederland veelvoorkomende kerktoren met spits, zoals deze in Borne.
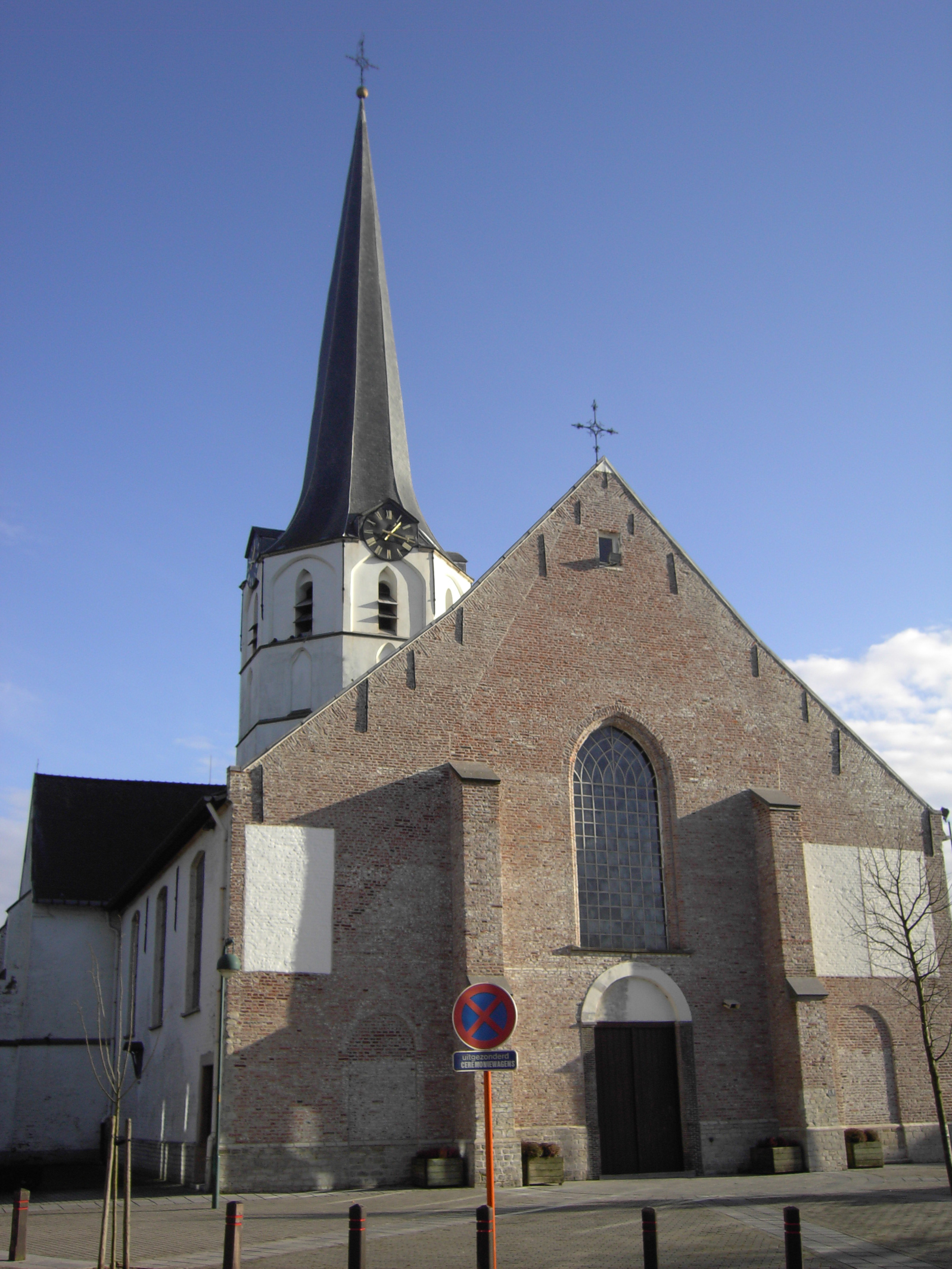
De kerktoren van Sleidinge uit 1620 is de meest spitse van Oost-Vlaanderen.
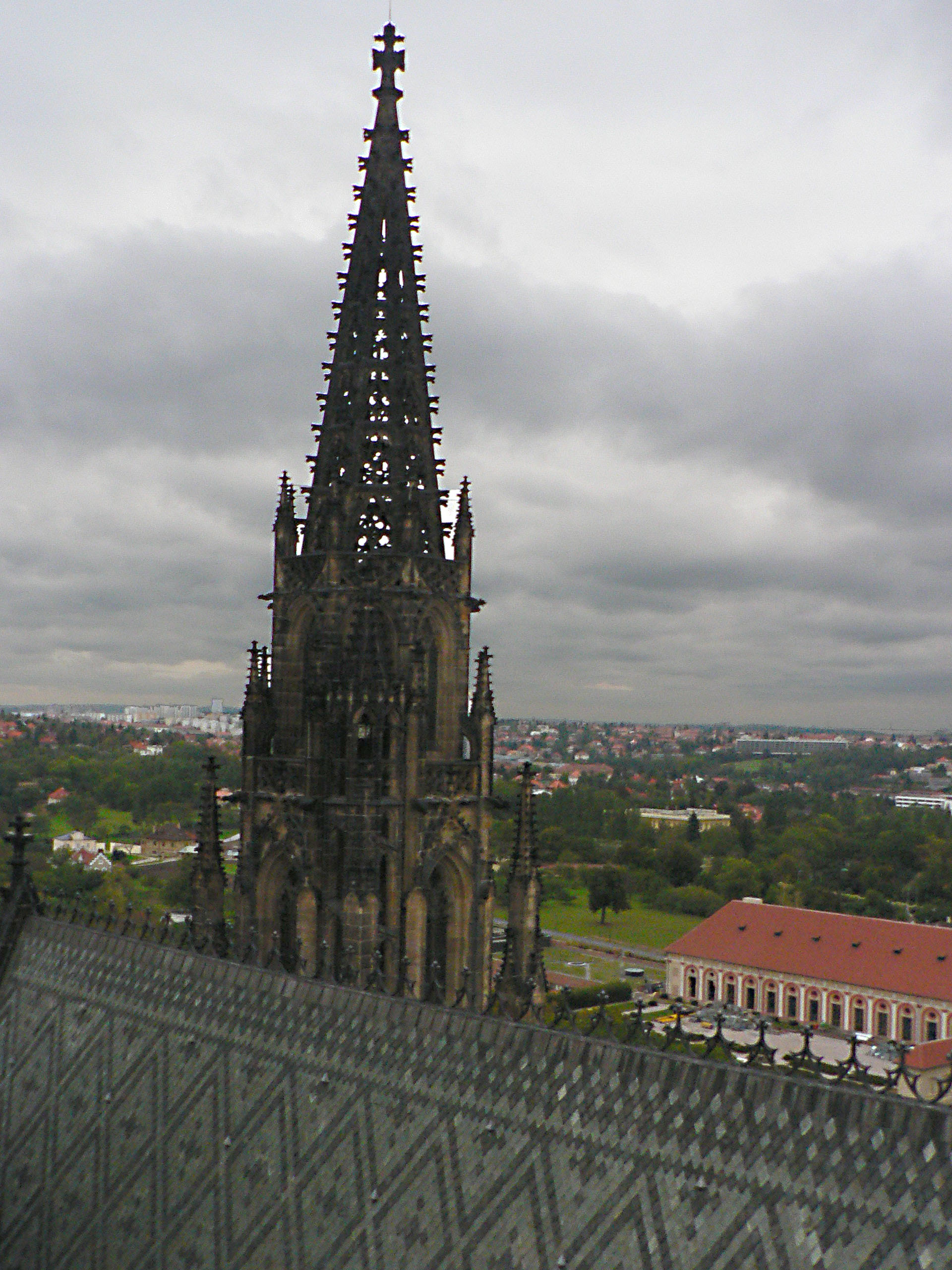
Neogotische spits van de Sint-Vituskathedraal in Praag.
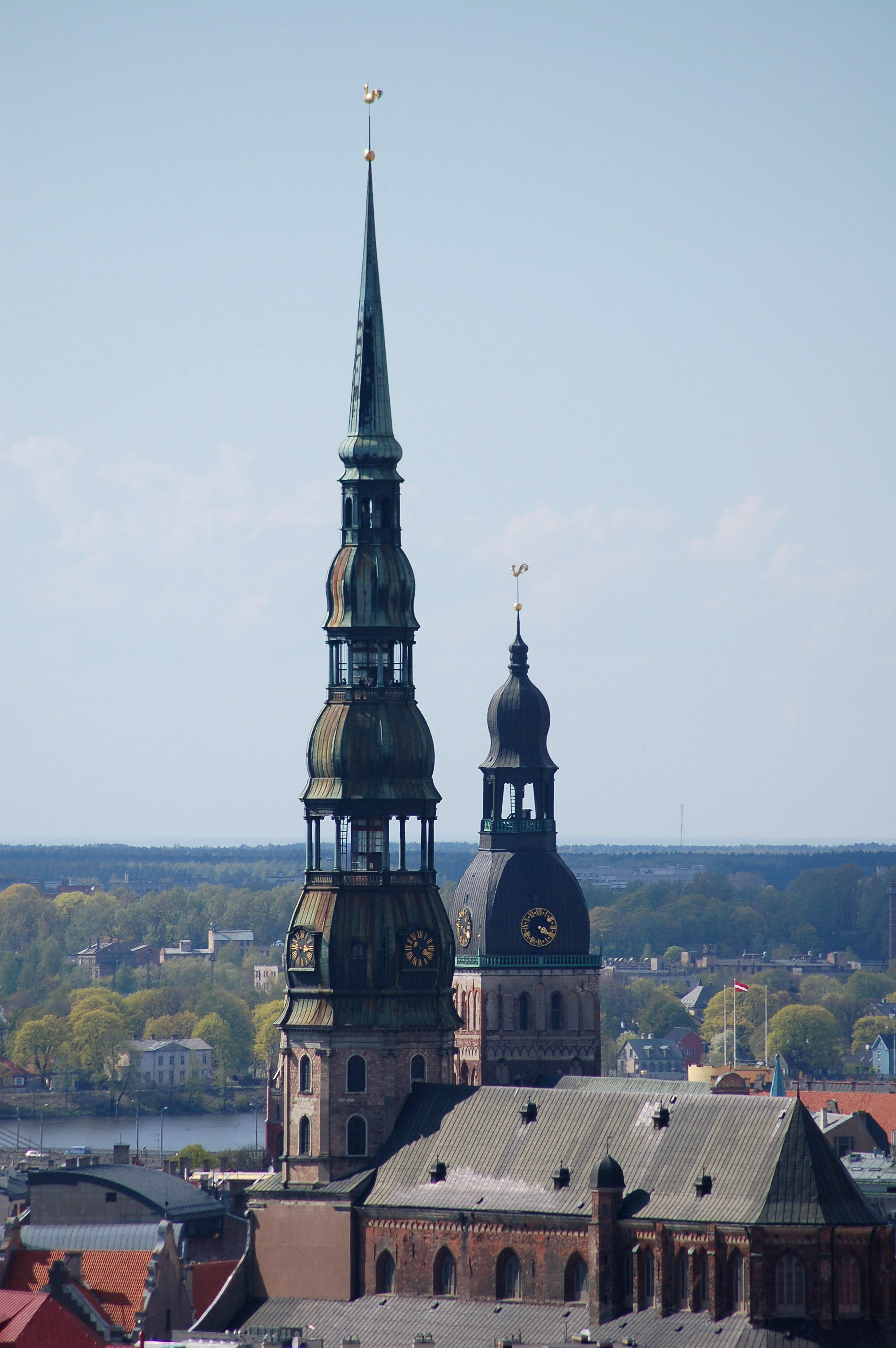
De St. Peterskerk in Riga in Letland.
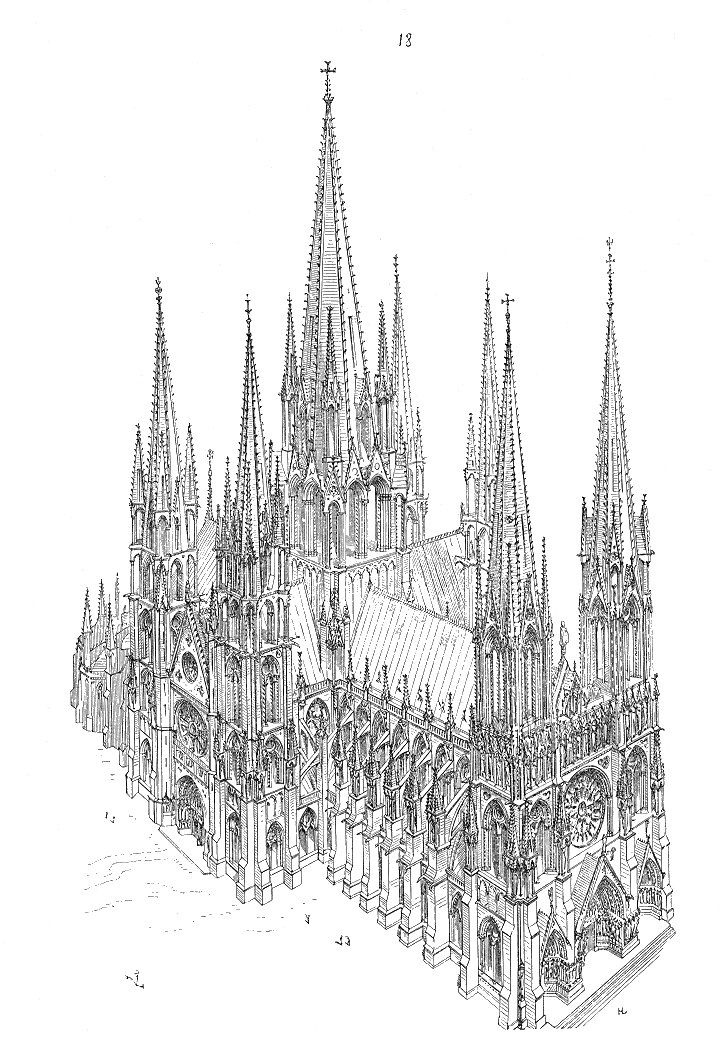
Gotische kathedraal met 7 spitsen en talloze pinakels door Eugène Viollet-le-Duc.
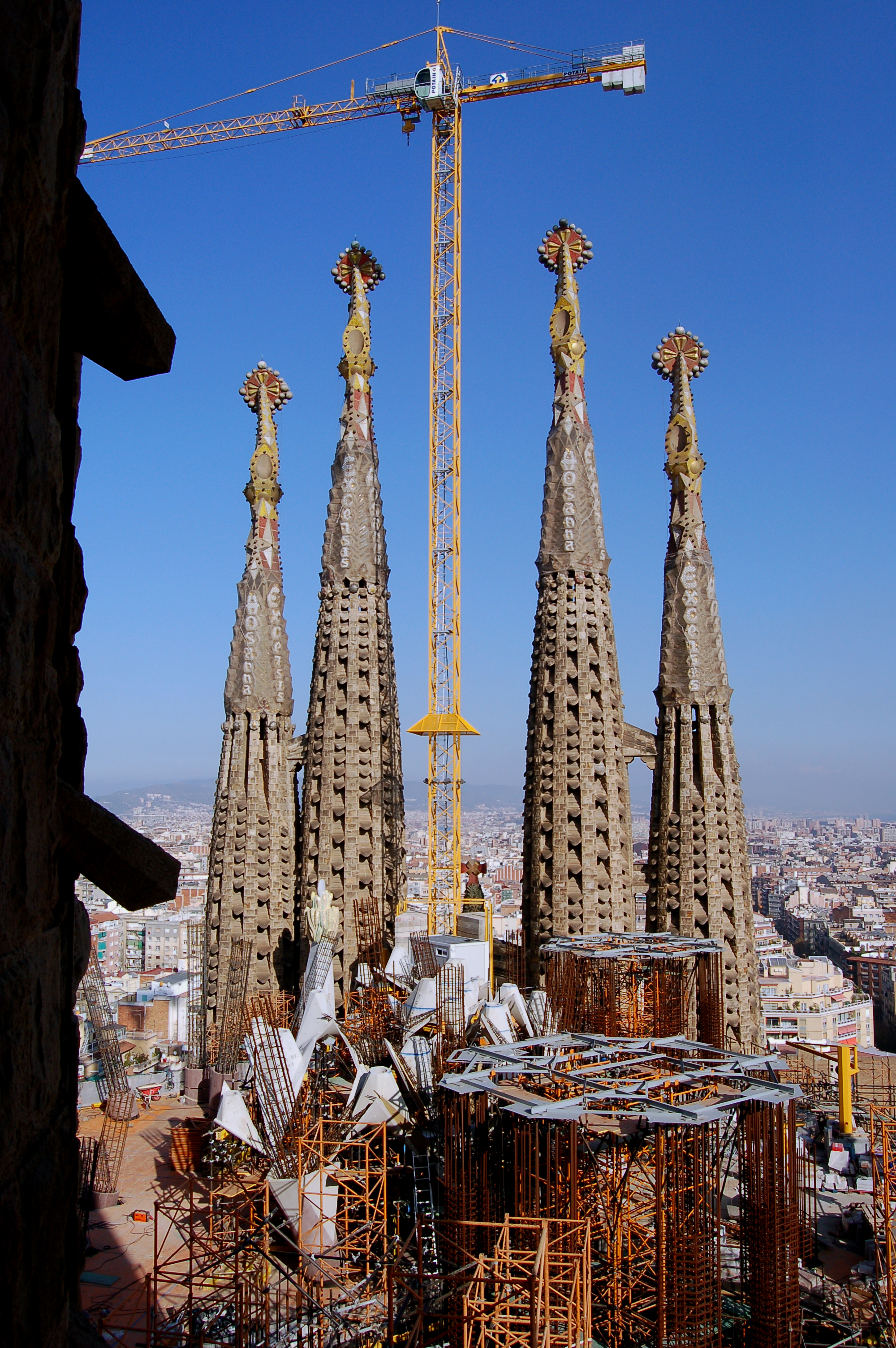
De spitsen van Antoni Gaudí's Sagrada Família in Barcelona toen ze in opbouw waren.
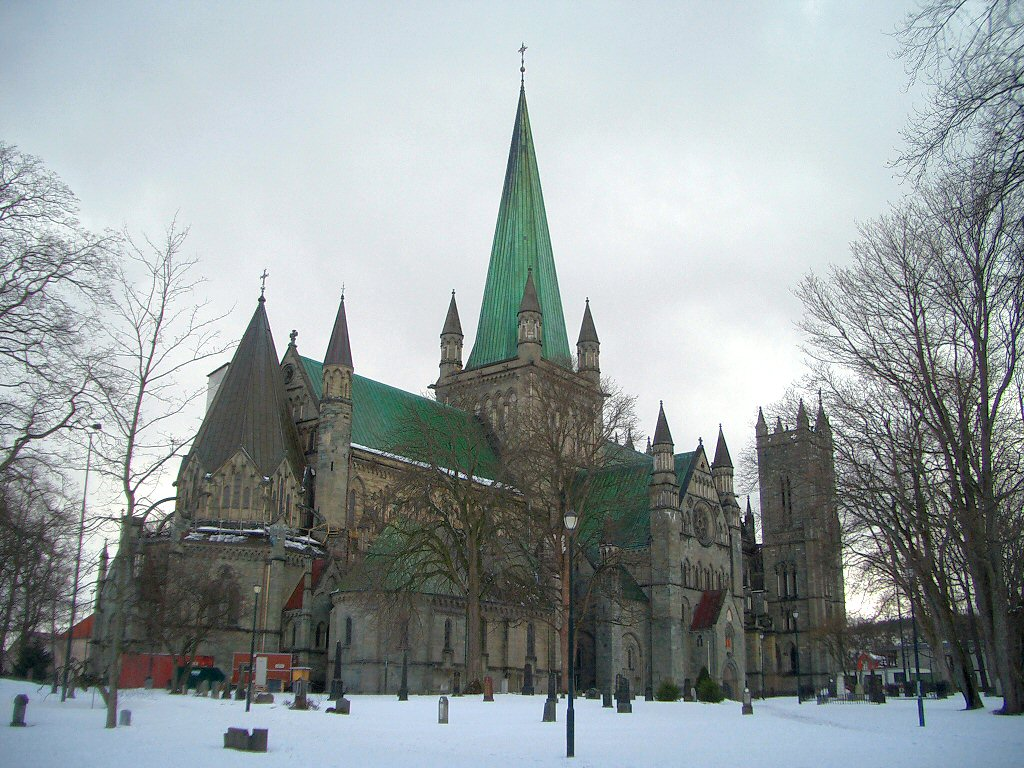
Een spits als vieringtoren op de Nidaroskathedraal in Noorwegen.
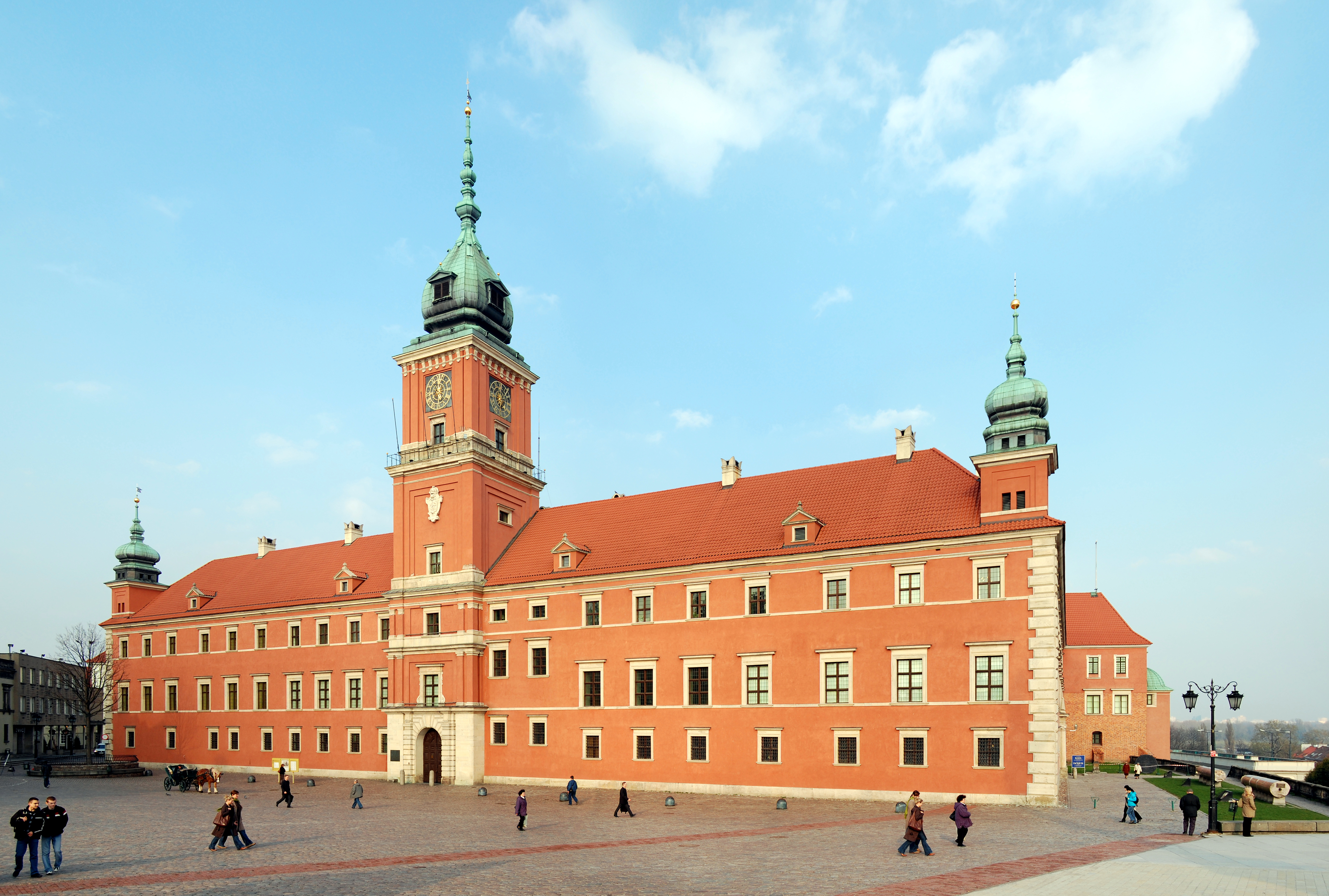
De barokke spits op het koninklijk kasteel in Warschau.
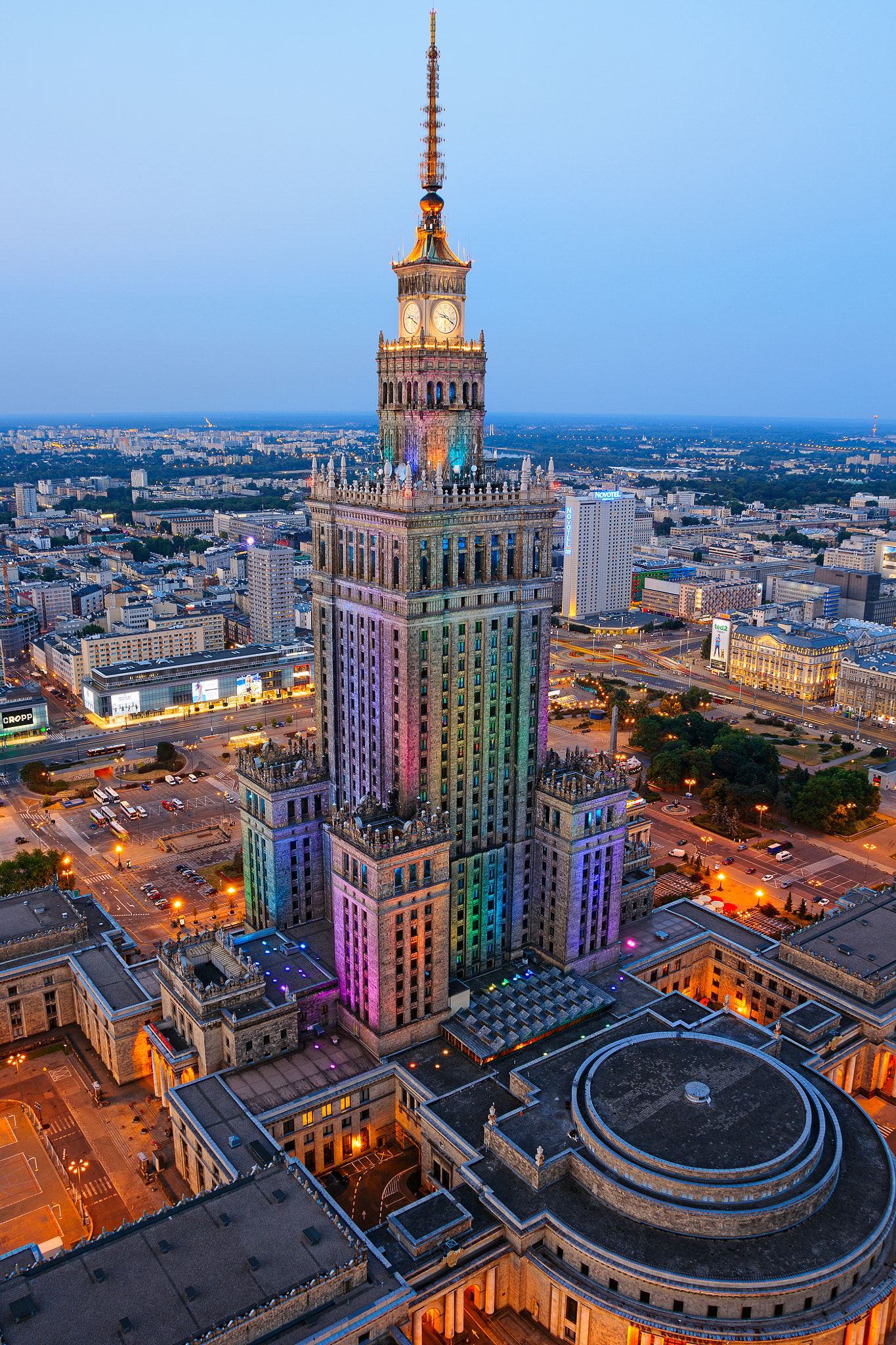
De spits op het Paleis van Cultuur en Wetenschap in Warschau
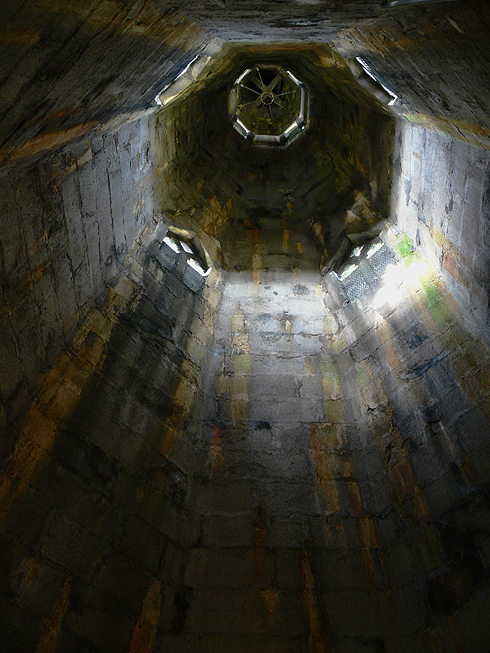
De binnenzijde van een middeleeuwse spits uit de 13e eeuw in Little Bytham, Lincolnshire.
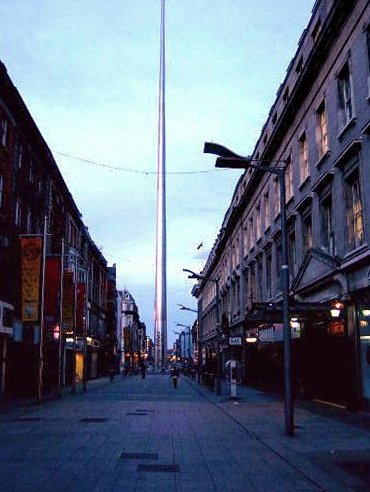
De Spire of Dublin is een voorbeeld van een spits in moderne context.